# Michael Düsing (Leichtathlet)
Michael Düsing (* 10. April 1955 in Saalfeld/Saale) ist ein ehemaliger deutscher Sprinter, der sich auf den 400-Meter-Lauf spezialisiert hatte.
Düsing wuchs in Türnich auf. 1973 bestand er die Reifeprüfung am Erftgymnasium in Bergheim. Zu seinen Klassenkameraden gehörten die späteren Auslandskorrespondenten Willi Germund und Thomas Urban. Nach dem Wehrdienst studierte er in Köln Jura.
Bei den deutschen Meisterschaften 1977 wurde er als Schlussläufer mit der 4-mal-400-Meter-Staffel Zweiter.
Bis 1979 startete er für Jugend 07 Bergheim, danach für den ASV Köln. Bei den Deutschen Hallenmeisterschaften wurde er 1979 Zweiter und 1980 Dritter. Bei den Halleneuropameisterschaften 1979 in Wien belegte er den vierten Platz. Insgesamt trat er zehnmal im Nationaltrikot an.
1994 erhielt er von der Rechtsanwaltskammer Köln die Zulassung, er lebt in Bergisch Gladbach.

## Persönliche Bestzeiten
- 400 m: 46,76 s, 10. Juli 1981, Lage
  - Halle: 46,82 s, 10. Februar 1979, Berlin